# Morti il 4 marzo

## IV secolo(1)
- 306 - Adriano di Nicomedia, santo romano

## XII secolo(5)
- 1123 - Pietro Pappacarbone, abate e santo italiano (n. 1038)
- 1129 - Ruperto di Deutz, scrittore belga
- 1172 - Stefano III d'Ungheria, re ungherese (n. 1147)
- 1189 - Umberto III di Savoia, conte (n. 1136)
- 1193 - Saladino, sovrano e condottiero curdo (n. 1138)

## XIII secolo(3)
- 1238 - Giovanna d'Inghilterra, regina (n. 1210)
- 1238 - Jurij II di Vladimir, principe (n. 1188)
- 1290 - Paperone de' Paperoni, vescovo cattolico italiano

## XIV secolo(2)
- 1303 - Teodora Ducas Vatatzina, imperatrice bizantina
- 1371 - Giovanna d'Évreux, regina (n. 1310)

## XV secolo(5)
- 1429 - Andronico Paleologo, bizantino (n. 1400)
- 1432 - Bona di Savoia, principessa (n. 1388)
- 1484 - Casimiro di Cracovia, nobile polacco (n. 1458)
- 1484 - Gurone d'Este, religioso italiano
- 1496 - Sigismondo d'Austria, duca (n. 1427)

## XVI secolo(15)
- 1514 - Diofebo I Lupi, nobile italiano
- 1515 - Dukakinoğlu Ahmed Pascià, politico e militare ottomano
- 1551 - Ubaldino Bandinelli, vescovo cattolico italiano (n. 1494)
- 1561 - Lancelot Blondeel, pittore, incisore e ingegnere fiammingo (n. 1498)
- 1561 - Carlo Carafa, cardinale e militare italiano (n. 1517)
- 1564 - Gian Francesco Alois, letterato italiano
- 1567 - Moussa Akari, patriarca cattolico libanese (n. 1482)
- 1574 - Anna II di Stolberg, religiosa tedesca (n. 1504)
- 1578 - Massimiliano Gonzaga, nobile italiano (n. 1513)
- 1582 - Pompeo Della Barba, medico, letterato e filosofo italiano (n. 1521)
- 1590 - Edvige di Württemberg, principessa tedesca (n. 1547)
- 1590 - Nicole de Savigny, nobile francese (n. 1535)
- 1593 - Johann Fleischer, teologo tedesco (n. 1539)
- 1594 - Achille Ginnasi, presbitero italiano (n. 1553)
- 1600 - Fantino Petrignani, arcivescovo cattolico italiano (n. 1539)

## XVII secolo(13)
- 1601 - Gentile Delfini, vescovo cattolico italiano
- 1610 - Maddalena Salvetti Acciaiuoli, nobile e poetessa italiana (n. 1557)
- 1614 - Papirio Picedi, vescovo cattolico e diplomatico italiano (n. 1528)
- 1615 - Hans von Aachen, pittore tedesco (n. 1552)
- 1617 - Caterina Medici da Broni, italiana (n. 1573)
- 1645 - Matthias Hoë von Hoënegg, pastore protestante tedesco (n. 1580)
- 1655 - Salvatore Mittica, pittore italiano
- 1672 - Domenico Magri, presbitero e orientalista maltese (n. 1604)
- 1677 - Pietro Farnese, nobile italiano (n. 1639)
- 1680 - Deifebo Burbarini, pittore italiano (n. 1619)
- 1690 - Palla Strozzi, nobile e ambasciatore italiano
- 1697 - Diego I d'Avalos, nobile e politico italiano
- 1700 - Lorenzo Pasinelli, pittore italiano (n. 1629)

## XVIII secolo(21)
- 1702 - Ignazio Pietro VI Chaahbadine, patriarca cattolico ottomano
- 1710 - Luigi III di Borbone-Condé, generale francese (n. 1668)
- 1724 - Eleonora Giuliana di Brandeburgo-Ansbach, duchessa (n. 1663)
- 1728 - Anna Petrovna Romanova, nobile (n. 1708)
- 1733 - Franz Joseph Czernin von und zu Chudenitz, nobile e politico boemo (n. 1697)
- 1735 - Antonio Beduzzi, architetto e pittore italiano (n. 1675)
- 1743 - Prospero Colonna, cardinale italiano (n. 1672)
- 1744 - Leopoldo di Schleswig-Holstein-Sonderburg-Wiesenburg, nobile tedesco (n. 1674)
- 1754 - Leopoldo Filippo d'Arenberg, politico spagnolo (n. 1690)
- 1760 - Carlotta di Rohan-Soubise, nobile francese (n. 1737)
- 1762 - Johannes Zick, pittore tedesco (n. 1702)
- 1766 - Joseph Aved, pittore francese (n. 1702)
- 1771 - Federico Guglielmo di Brandeburgo-Schwedt, nobile (n. 1700)
- 1777 - Pierre-Herman Dosquet, vescovo cattolico belga (n. 1691)
- 1782 - Gaetano Matteo Pisoni, architetto svizzero (n. 1713)
- 1788 - Antonio Eugenio Visconti, cardinale e arcivescovo cattolico italiano (n. 1713)
- 1790 - Flora MacDonald, patriota britannica (n. 1722)
- 1793 - Luigi Giovanni Maria di Borbone, duca di Penthièvre, principe francese (n. 1725)
- 1794 - Franz Anton Zeiller, pittore austriaco (n. 1716)
- 1799 - William Capell, IV conte di Essex, nobile inglese (n. 1732)
- 1799 - Károly Eszterházy, vescovo cattolico ungherese (n. 1725)

## XIX secolo(66)
- 1803 - Sebastiano Alcaini, vescovo cattolico italiano (n. 1748)
- 1803 - Marie Louise de Rohan, nobile francese (n. 1720)
- 1804 - Berardo Quartapelle, scienziato e agronomo italiano (n. 1749)
- 1805 - Jean-Baptiste Greuze, pittore e disegnatore francese (n. 1725)
- 1808 - Luigi Cerretti, poeta, scrittore e politico italiano (n. 1738)
- 1811 - Mariano Moreno, politico, giurista e giornalista argentino (n. 1778)
- 1815 - Frances Abington, attrice teatrale inglese (n. 1737)
- 1825 - Marie-Louise de Lamoignon, religiosa francese (n. 1763)
- 1825 - Hercules Mulligan, rivoluzionario irlandese (n. 1740)
- 1825 - Raphaelle Peale, pittore statunitense (n. 1774)
- 1828 - Vincenzo Berni degli Antoni, avvocato e scrittore italiano (n. 1747)
- 1828 - Erik Sjöberg, poeta svedese (n. 1794)
- 1832 - Jean-François Champollion, archeologo e egittologo francese (n. 1790)
- 1832 - Diego Naselli, ammiraglio e politico italiano (n. 1754)
- 1836 - Gerolamo Cavasola, ufficiale italiano (n. 1791)
- 1838 - Antonio Capece Minutolo, politico, scrittore e nobile italiano (n. 1768)
- 1840 - Domenico Pellegrini, pittore italiano (n. 1759)
- 1842 - James Forten, imprenditore statunitense (n. 1766)
- 1846 - Paolo Mangelli Orsi, cardinale italiano (n. 1762)
- 1847 - Toussaint von Charpentier, geologo e entomologo tedesco (n. 1779)
- 1849 - Pietro Ostini, cardinale e arcivescovo cattolico italiano (n. 1775)
- 1850 - Christian Matthias Adler, pittore tedesco (n. 1787)
- 1850 - Francesco Nenci, pittore italiano (n. 1782)
- 1852 - Nikolaj Vasil'evič Gogol', scrittore e drammaturgo russo (n. 1809)
- 1853 - Christian Leopold von Buch, geologo e paleontologo tedesco (n. 1774)
- 1858 - Matthew Perry, ammiraglio statunitense (n. 1794)
- 1860 - Honoré Charles Reille, generale francese (n. 1775)
- 1861 - Ippolito Nievo, scrittore, patriota e militare italiano (n. 1831)
- 1866 - Félix Danjou, organista e compositore francese (n. 1812)
- 1868 - Archibald Primrose, IV conte di Rosebery, nobile e politico britannico (n. 1783)
- 1868 - Carl Christian Vogel von Vogelstein, pittore tedesco (n. 1788)
- 1871 - José Fernando Ramírez, politico messicano (n. 1804)
- 1872 - Johannes Carsten Hauch, poeta danese (n. 1790)
- 1873 - Augusto di Svezia, principe svedese (n. 1831)
- 1875 - Joseph Saul Nathansohn, rabbino e religioso polacco (n. 1808)
- 1877 - Francesco Antonelli, militare italiano (n. 1803)
- 1877 - Carlo Baudi di Vesme, giurista, letterato e politico italiano (n. 1809)
- 1877 - Placida Viel, religiosa francese (n. 1815)
- 1878 - Napoleone Moriani, tenore italiano (n. 1808)
- 1879 - Pietro Fanfani, scrittore, filologo e funzionario italiano (n. 1815)
- 1882 - Milton Latham, politico statunitense (n. 1827)
- 1882 - Alphonse Poitevin, ingegnere chimico e fotografo francese (n. 1819)
- 1883 - Alexander Hamilton Stephens, politico statunitense (n. 1812)
- 1884 - Johann Friedrich Ahlfeld, teologo tedesco (n. 1810)
- 1887 - Pierre-Jean Beckx, gesuita belga (n. 1795)
- 1887 - Étienne de La Fléchère, politico francese (n. 1822)
- 1888 - Amos Bronson Alcott, educatore, insegnante e filosofo statunitense (n. 1799)
- 1888 - Giovanni Antonio Farina, vescovo cattolico e santo italiano (n. 1803)
- 1888 - August Zang, imprenditore, editore e banchiere austriaco (n. 1807)
- 1890 - Franz Delitzsch, insegnante, teologo e ebraista tedesco (n. 1813)
- 1891 - Giuseppe Sacchi, educatore, pedagogista e giurista italiano (n. 1804)
- 1892 - Noah Porter, filosofo statunitense (n. 1811)
- 1895 - Nicola Ardoino, patriota italiano (n. 1804)
- 1895 - Knud Knudsen, linguista norvegese (n. 1812)
- 1895 - Antonio Pertile, storico e giurista italiano (n. 1830)
- 1895 - Andrea Podestà, politico italiano (n. 1832)
- 1895 - William Weathers, vescovo cattolico britannico (n. 1814)
- 1896 - Luigi De Blasio Di Palizzi, politico italiano (n. 1838)
- 1896 - Peter Richard Kenrick, arcivescovo cattolico irlandese (n. 1806)
- 1897 - Teresio Bocca, generale, filantropo e politico italiano (n. 1825)
- 1897 - Antônio Moreira César, militare brasiliano (n. 1850)
- 1899 - Luigi Arcozzi Masino, agronomo e patriota italiano (n. 1819)
- 1899 - Giuseppe Filicori, scultore italiano (n. 1818)
- 1900 - Lorenzo Bruno, medico e politico italiano (n. 1821)
- 1900 - Joseph-Jean-Pierre Laurent, astronomo francese (n. 1823)
- 1900 - Gerrit de Vries, politico olandese (n. 1818)

## XX secolo(247)
- 1902 - Carlos Sommervogel, insegnante francese (n. 1834)
- 1902 - Raoul Urbain, politico francese (n. 1837)
- 1903 - Lajos Domokos, giornalista e politico austro-ungarico (n. 1877)
- 1906 - John Schofield, generale statunitense (n. 1831)
- 1907 - Karl Dilthey, archeologo tedesco (n. 1839)
- 1907 - Valentin le Désossé, ballerino francese (n. 1843)
- 1908 - Redfield Proctor, politico statunitense (n. 1831)
- 1909 - Alexandre Charpentier, scultore, ebanista e pittore francese (n. 1856)
- 1910 - Ḥají Ákhúnd, iraniano (n. 1842)
- 1910 - Knut Johan Ångström, fisico svedese (n. 1857)
- 1911 - Fialho de Almeida, scrittore portoghese (n. 1857)
- 1912 - Augusto Aubry, ammiraglio e politico italiano (n. 1849)
- 1913 - Casimir Arvet-Touvet, botanico francese (n. 1841)
- 1913 - Giuliano Volpi, pittore italiano (n. 1838)
- 1914 - William Hamilton, calciatore nordirlandese (n. 1859)
- 1914 - Georg von Kopp, cardinale e vescovo cattolico tedesco (n. 1837)
- 1915 - Max von Bock und Polach, generale prussiano (n. 1842)
- 1915 - William Willett, imprenditore britannico (n. 1856)
- 1916 - Franz Marc, pittore tedesco (n. 1880)
- 1917 - Eugen Bormann, epigrafista e filologo classico tedesco (n. 1842)
- 1917 - Ruggero Mariotti, avvocato e politico italiano (n. 1853)
- 1920 - Luca Gerosa, scultore svizzero (n. 1856)
- 1922 - Paolo Emilio Stasi, pittore e archeologo italiano (n. 1840)
- 1922 - Bert Williams, attore e regista statunitense (n. 1874)
- 1923 - Heinrich Botho Scheube, medico tedesco (n. 1853)
- 1924 - Fanny Eaton, modella inglese (n. 1835)
- 1924 - Leif Erichsen, velista norvegese (n. 1888)
- 1925 - Moritz Moszkowski, compositore e pianista polacco (n. 1854)
- 1925 - Roger de Barbarin, tiratore a volo francese (n. 1860)
- 1926 - Clarence Angier, golfista statunitense (n. 1853)
- 1926 - Eugenio Zaniboni, giornalista, germanista e traduttore italiano (n. 1871)
- 1927 - Augustin Nicolas Gilbert, medico francese (n. 1858)
- 1927 - Albert Gockel, fisico tedesco (n. 1860)
- 1927 - Ira Remsen, chimico statunitense (n. 1846)
- 1928 - Paul Sabatier, storico francese (n. 1858)
- 1929 - Francesco Cocco-Ortu, politico italiano (n. 1842)
- 1929 - Secondo Frola, politico italiano (n. 1850)
- 1929 - Meade Yates, golfista statunitense (n. 1864)
- 1931 - Giuseppe Radiciotti, musicologo italiano (n. 1858)
- 1931 - Emil Tietze, geologo austriaco (n. 1845)
- 1931 - Georg von Charasoff, matematico e economista russo (n. 1877)
- 1932 - Ettore Cavalli, militare italiano (n. 1861)
- 1932 - James Henry Reynolds, medico e militare britannico (n. 1844)
- 1933 - Juan Francisco González, pittore cileno (n. 1853)
- 1933 - Solomon kaDinuzulu, sovrano zulu (n. 1891)
- 1936 - Ugo Ciabattini, calciatore e aviatore italiano (n. 1908)
- 1936 - Antonio Villar Ponte, politico, scrittore e giornalista spagnolo (n. 1881)
- 1937 - Louis-Martin de Courten, ufficiale svizzero (n. 1835)
- 1938 - Guido Baccani, allenatore di calcio, dirigente sportivo e arbitro di calcio italiano (n. 1882)
- 1939 - Rudol'f Lazarevič Samojlovič, esploratore e geografo sovietico (n. 1881)
- 1939 - Henry Wulschleger, sceneggiatore e regista francese (n. 1894)
- 1940 - Hamlin Garland, romanziere e saggista statunitense (n. 1860)
- 1940 - Alberto Felice Marenghi-Marenco, generale, aviatore e militare italiano (n. 1873)
- 1941 - Nicolò Cobolli Gigli, ufficiale e aviatore italiano (n. 1918)
- 1941 - Marcello De Salvia, ufficiale e aviatore italiano (n. 1920)
- 1941 - Edoardo Mascheroni, direttore d'orchestra e compositore italiano (n. 1852)
- 1941 - Ludwig Quidde, storico e politico tedesco (n. 1858)
- 1942 - Vittorio Ducrot, imprenditore, designer e politico italiano (n. 1867)
- 1943 - Nikolaj Dmitrievič Avksent'ev, politico russo (n. 1878)
- 1943 - Nina Boyle, giornalista, scrittrice e attivista britannica (n. 1865)
- 1943 - Anton Heimerl, botanico austriaco (n. 1857)
- 1943 - Cesare Sili, imprenditore e politico italiano (n. 1862)
- 1943 - François-Xavier Vogt, vescovo cattolico francese (n. 1870)
- 1943 - Ita Wegman, medico olandese (n. 1876)
- 1944 - Lepke Buchalter, mafioso statunitense (n. 1897)
- 1944 - Francesco Dentice di Accadia, prefetto e politico italiano (n. 1873)
- 1944 - Giuseppe Gabana, presbitero e militare italiano (n. 1904)
- 1944 - Sam Hodgetts, ginnasta britannico (n. 1877)
- 1944 - Louis Laloy, scrittore e musicologo francese (n. 1874)
- 1944 - Fannie Barrier Williams, insegnante e musicista statunitense (n. 1855)
- 1945 - Aldred Lumley, X conte di Scarbrough, generale inglese (n. 1857)
- 1945 - Nicola Amodio, poliziotto italiano (n. 1898)
- 1945 - Lucille La Verne, attrice statunitense (n. 1872)
- 1945 - Mark Sandrich, regista, sceneggiatore e produttore cinematografico statunitense (n. 1900)
- 1945 - Gaetano Spinelli, pittore italiano (n. 1877)
- 1946 - Daniel Dajani, gesuita albanese (n. 1906)
- 1946 - Giovanni Fausti, gesuita e missionario italiano (n. 1899)
- 1946 - Gjelosh Lulashi, militare albanese (n. 1925)
- 1946 - Charles Waldron, attore statunitense (n. 1874)
- 1947 - Armando Malagodi, medico italiano (n. 1864)
- 1947 - Luisa Piccarreta, mistica italiana (n. 1865)
- 1948 - Antonin Artaud, drammaturgo, attore e saggista francese (n. 1896)
- 1948 - Edi Bauer, allenatore di calcio e calciatore austriaco (n. 1894)
- 1948 - Elsa Brändström, infermiera svedese (n. 1888)
- 1949 - James Rowland Angell, psicologo statunitense (n. 1869)
- 1949 - Lena Connell, fotografa britannica (n. 1875)
- 1949 - Enio Gnudi, politico, sindacalista e antifascista italiano (n. 1893)
- 1949 - Clarence Kingsbury, pistard britannico (n. 1882)
- 1949 - George Larner, marciatore britannico (n. 1875)
- 1950 - Johanne Dybwad, attrice teatrale e produttrice teatrale norvegese (n. 1867)
- 1950 - Pablo González Garza, generale e politico messicano (n. 1879)
- 1950 - Adam Rainer, showman austriaco (n. 1899)
- 1950 - Rogelio Yrurtia, scultore argentino (n. 1879)
- 1951 - Dina Galli, attrice italiana (n. 1877)
- 1951 - Zoltán Lajos Meszlényi, vescovo cattolico ungherese (n. 1892)
- 1951 - Paul Pfeiffer, chimico tedesco (n. 1875)
- 1952 - Felix Ehrenhaft, fisico austriaco (n. 1879)
- 1952 - Juana Muller, scultrice cilena (n. 1911)
- 1952 - Charles Scott Sherrington, medico, neurofisiologo e patologo inglese (n. 1857)
- 1953 - Carlo Ippolito Migliorini, geologo italiano (n. 1891)
- 1954 - Georg Göhler, compositore, direttore d'orchestra e critico musicale tedesco (n. 1874)
- 1954 - Robert Walker, attore statunitense (n. 1888)
- 1955 - Émile D'Hooge, pallanuotista belga (n. 1908)
- 1955 - Sigvard Hultcrantz, tiratore a segno svedese (n. 1888)
- 1956 - Alfredo Bruchi, dirigente d'azienda e politico italiano (n. 1873)
- 1956 - Vigilio Federico Dalla Zuanna, arcivescovo cattolico italiano (n. 1880)
- 1956 - Otto Harder, calciatore tedesco (n. 1892)
- 1957 - Larbi Ben M'hidi, rivoluzionario algerino (n. 1923)
- 1957 - Elisabetta Maria di Baviera, nobile tedesca (n. 1874)
- 1959 - Tom Bromilow, allenatore di calcio e calciatore inglese (n. 1894)
- 1959 - Maxie Long, velocista statunitense (n. 1878)
- 1959 - Ethel Teare, attrice statunitense (n. 1894)
- 1959 - Ruggero Verity, medico e entomologo italiano (n. 1883)
- 1960 - Tullio Tomba, politico italiano (n. 1879)
- 1960 - Leonard Warren, baritono statunitense (n. 1911)
- 1961 - Herbert Lyon, calciatore inglese (n. 1875)
- 1961 - Egidio Meneghetti, medico e farmacologo italiano (n. 1892)
- 1962 - Zdeněk Chalabala, direttore d'orchestra ceco (n. 1889)
- 1962 - Egisto Olivieri, attore italiano (n. 1880)
- 1962 - Carlo Salsa, giornalista, scrittore e sceneggiatore italiano (n. 1893)
- 1963 - William Carlos Williams, poeta, scrittore e medico statunitense (n. 1883)
- 1964 - Edwin August, attore, regista e sceneggiatore statunitense (n. 1883)
- 1964 - Ottavio Stocchi, compositore di scacchi italiano (n. 1906)
- 1965 - Hachirō Arita, politico e diplomatico giapponese (n. 1884)
- 1965 - Aggelikī Chatzīmichalī, saggista greca (n. 1895)
- 1965 - Asadata Dafora, compositore, produttore teatrale e attivista sierraleonese (n. 1890)
- 1965 - Giulio Foresti, pilota automobilistico italiano (n. 1888)
- 1965 - Toivo Ilomäki, militare finlandese (n. 1917)
- 1967 - Mohammad Mossadeq, politico iraniano (n. 1882)
- 1968 - Mario Loreti, ingegnere e architetto italiano (n. 1898)
- 1968 - Enzo Magnanini, calciatore italiano (n. 1935)
- 1968 - Carlo Montuori, direttore della fotografia italiano (n. 1883)
- 1968 - Einar Sissener, attore e regista norvegese (n. 1897)
- 1969 - Giorgio Chiavacci, schermidore italiano (n. 1899)
- 1970 - Armando Bernabiti, architetto italiano (n. 1900)
- 1970 - Franco Concesi, calciatore italiano (n. 1923)
- 1970 - Peter Godfrey, attore e regista britannico (n. 1899)
- 1970 - Carlo Quaglia, pittore italiano (n. 1903)
- 1972 - Rutilio Baldoni, calciatore italiano (n. 1918)
- 1972 - Jaroslavas Citavičius, calciatore e allenatore di calcio lituano (n. 1907)
- 1972 - Maurice Diot, ciclista su strada francese (n. 1922)
- 1972 - Luba Mirella, soprano italiano (n. 1894)
- 1973 - Aurelio Angelo Colleoni, politico italiano (n. 1910)
- 1973 - Antoine Mélardy, pallanuotista belga (n. 1907)
- 1973 - Samuel Tolansky, fisico britannico (n. 1907)
- 1974 - Arne Skaug, economista, politico e diplomatico norvegese (n. 1906)
- 1974 - Herman Van Breda, filosofo belga (n. 1911)
- 1974 - Bartolo Gianturco, avvocato e politico italiano (n. 1891)
- 1974 - Adolph Gottlieb, pittore statunitense (n. 1903)
- 1975 - Pablo Bartolucci, calciatore argentino (n. 1902)
- 1975 - Renée Björling, attrice svedese (n. 1898)
- 1975 - Alban William Phillips, economista neozelandese (n. 1914)
- 1975 - Charles Spaak, sceneggiatore belga (n. 1903)
- 1976 - Bertil Karlsson, calciatore svedese (n. 1899)
- 1976 - Carlo Ruggiero, politico italiano (n. 1908)
- 1976 - Walter Schottky, fisico e inventore tedesco (n. 1886)
- 1976 - Nikolaj Semaško, arbitro di pallacanestro e dirigente sportivo sovietico (n. 1905)
- 1976 - Jim Walsh, cestista statunitense (n. 1930)
- 1977 - Doina Badea, cantante rumena (n. 1940)
- 1977 - Nancy Tyson Burbidge, botanica, ambientalista e religiosa britannica (n. 1912)
- 1977 - Andrés Caicedo, scrittore, drammaturgo e sceneggiatore colombiano (n. 1951)
- 1977 - Toma Caragiu, attore rumeno (n. 1925)
- 1977 - Simeone Cattalinich, canottiere italiano (n. 1889)
- 1977 - Amato Garbini, truccatore e attore italiano (n. 1915)
- 1977 - Anita Mondolfo, bibliotecaria e paleografa italiana (n. 1886)
- 1977 - Lutz Graf Schwerin von Krosigk, politico tedesco (n. 1887)
- 1978 - Wesley Bolin, politico statunitense (n. 1909)
- 1978 - Joe Marsala, compositore e clarinettista italiano (n. 1907)
- 1979 - Gladys McConnell, attrice statunitense (n. 1905)
- 1979 - Sergio Morselli, calciatore italiano (n. 1924)
- 1979 - Zefferino Tomè, partigiano e politico italiano (n. 1905)
- 1981 - Einar Andersen, calciatore norvegese (n. 1905)
- 1981 - Teddy Bowen, calciatore inglese (n. 1903)
- 1981 - Luigi Dalvit, politico italiano (n. 1921)
- 1981 - Franz Kapus, bobbista svizzero (n. 1909)
- 1981 - Karl-Jesko von Puttkamer, ammiraglio tedesco (n. 1900)
- 1981 - Giuseppe Perentin, nuotatore italiano (n. 1906)
- 1981 - Dante Tassotti, architetto italiano (n. 1912)
- 1981 - Torin Thatcher, attore britannico (n. 1905)
- 1982 - Willy Busch, calciatore tedesco (n. 1907)
- 1982 - Miguel Juárez, allenatore di calcio e calciatore argentino (n. 1931)
- 1982 - Douglas Kertland, canottiere canadese (n. 1887)
- 1983 - Robert Briggs, biologo statunitense (n. 1911)
- 1983 - Édouard Macquart, calciatore francese (n. 1894)
- 1983 - Magdalena Radulescu, pittrice rumena (n. 1902)
- 1983 - Ernst Sommerlath, teologo tedesco (n. 1889)
- 1984 - Jewel Carmen, attrice statunitense (n. 1897)
- 1984 - Vittorio Metz, scrittore, umorista e sceneggiatore italiano (n. 1904)
- 1984 - Annabella Rossi, antropologa e fotografa italiana (n. 1933)
- 1984 - Mario Tosi, docente e latinista italiano
- 1985 - Aurelio Baruzzi, militare italiano (n. 1897)
- 1985 - Francesco Cosentino, politico italiano (n. 1922)
- 1985 - Sverre Strandli, martellista norvegese (n. 1925)
- 1986 - Ding Ling, scrittrice cinese (n. 1904)
- 1986 - František Hochmann, calciatore cecoslovacco (n. 1904)
- 1986 - Albert Lester Lehninger, biochimico statunitense (n. 1917)
- 1986 - Richard Manuel, musicista e compositore canadese (n. 1943)
- 1986 - Ljudmyla Volodymyrivna Rudenko, scacchista sovietica (n. 1904)
- 1988 - Anna Maestri, attrice italiana (n. 1924)
- 1988 - Mario Melis, artista e pittore italiano (n. 1906)
- 1988 - Costantino Trapani, vescovo cattolico italiano (n. 1912)
- 1989 - Tiny Grimes, chitarrista statunitense (n. 1916)
- 1989 - Gabriel Taltavull, calciatore e allenatore di calcio spagnolo (n. 1921)
- 1990 - Salvatore Deidda, fumettista italiano (n. 1953)
- 1990 - Konstantin Konstantinovič Kokkinaki, aviatore sovietico (n. 1910)
- 1990 - Arīs Voudourīs, imprenditore greco (n. 1927)
- 1991 - Eberhard Trumler, zoologo e etologo austriaco (n. 1923)
- 1992 - Néstor Almendros, direttore della fotografia e regista spagnolo (n. 1930)
- 1992 - Art Babbitt, animatore, regista e attivista statunitense (n. 1907)
- 1992 - Evgenij Evstigneev, attore sovietico (n. 1926)
- 1992 - Mario Lazzaroni, calciatore italiano (n. 1907)
- 1992 - Armando Monasterio, politico, partigiano e sindacalista italiano (n. 1909)
- 1992 - Sándor Veress, etnomusicologo e compositore ungherese (n. 1907)
- 1993 - John Cole, bobbista statunitense (n. 1929)
- 1993 - Oskar Erikson, cestista, pallavolista e discobolo estone (n. 1910)
- 1993 - Tomislav Ivčić, cantante, musicista e politico croato (n. 1953)
- 1993 - Tadao Kashio, imprenditore giapponese (n. 1917)
- 1993 - Nicholas Ridley, politico britannico (n. 1929)
- 1993 - Richard Sale, scrittore, sceneggiatore e regista statunitense (n. 1911)
- 1993 - Gerardo Sangiorgio, poeta e saggista italiano (n. 1921)
- 1994 - Gianni Agus, attore e conduttore televisivo italiano (n. 1917)
- 1994 - John Candy, attore e comico canadese (n. 1950)
- 1994 - Octave Terrienne, missionario e vescovo cattolico francese (n. 1902)
- 1994 - Carlo Torelli, politico italiano (n. 1904)
- 1995 - Eden Ahbez, compositore, cantante e musicista statunitense (n. 1908)
- 1995 - Antonino Lombardo, carabiniere italiano (n. 1946)
- 1995 - Vira Misevyč, cavallerizza sovietica (n. 1945)
- 1996 - Enrico Cucchi, calciatore italiano (n. 1965)
- 1996 - Angelo Massimino, imprenditore e dirigente sportivo italiano (n. 1927)
- 1996 - Otello Migliosi, presbitero e religioso italiano (n. 1913)
- 1996 - Adriana Ramelli, letterata svizzero (n. 1908)
- 1996 - Dario Villa, poeta e traduttore italiano (n. 1953)
- 1997 - Roger Brown, cestista e allenatore di pallacanestro statunitense (n. 1942)
- 1997 - Leo Catozzo, montatore e sceneggiatore italiano (n. 1912)
- 1997 - Robert Dicke, fisico statunitense (n. 1916)
- 1997 - Edward Klabiński, ciclista su strada polacco (n. 1920)
- 1997 - Carey Loftin, attore e stuntman statunitense (n. 1914)
- 1997 - Nino Nipote, cantante italiano (n. 1925)
- 1997 - Jolanda Verdirosi, attrice italiana (n. 1912)
- 1998 - Antonio Alsúa, calciatore e allenatore di calcio spagnolo (n. 1919)
- 1998 - Betty Bird, attrice austriaca (n. 1901)
- 1998 - Donald Rodney, artista britannico (n. 1961)
- 1999 - Harry Blackmun, giudice statunitense (n. 1908)
- 1999 - Del Close, attore statunitense (n. 1934)
- 1999 - Eddie Dean, attore e cantante statunitense (n. 1907)
- 1999 - Fernanda Gosetti, scrittrice e giornalista italiana (n. 1914)
- 1999 - Fritz Honegger, politico svizzero (n. 1917)

## XXI secolo(147)
- 2001 - Jean Bazaine, pittore francese (n. 1904)
- 2001 - Glenn Hughes, cantante statunitense (n. 1950)
- 2001 - Harold Stassen, politico statunitense (n. 1907)
- 2001 - Mario Stefani, poeta italiano (n. 1938)
- 2002 - Eric Flynn, attore britannico (n. 1939)
- 2002 - Virgilio Tramontin, incisore e pittore italiano (n. 1908)
- 2002 - Velibor Vasović, calciatore e allenatore di calcio jugoslavo (n. 1939)
- 2002 - Camillo Zuffi, fumettista italiano (n. 1912)
- 2003 - Angelo Armella, politico italiano (n. 1924)
- 2003 - Celly Campello, cantante, conduttrice televisiva e conduttrice radiofonica brasiliana (n. 1942)
- 2003 - Sébastien Japrisot, scrittore, sceneggiatore e traduttore francese (n. 1931)
- 2003 - Lin Lanying, fisica e ingegnere cinese (n. 1918)
- 2003 - Fabio Pajella, tuffatore italiano (n. 1939)
- 2004 - Enrico Rodolfo Galbiati, presbitero, filologo e bibliotecario italiano (n. 1914)
- 2004 - Walter Gómez, calciatore uruguaiano (n. 1927)
- 2004 - Fernando Lázaro Carreter, filologo spagnolo (n. 1923)
- 2004 - John McGeoch, chitarrista britannico (n. 1955)
- 2004 - Claude Nougaro, cantante francese (n. 1929)
- 2004 - George Pake, fisico statunitense (n. 1924)
- 2004 - Artemio Prati, vescovo cattolico italiano (n. 1907)
- 2005 - Nicola Calipari, poliziotto, militare e agente segreto italiano (n. 1953)
- 2005 - Jurij Kravčenko, militare e politico ucraino (n. 1951)
- 2005 - Simon Milward, dirigente sportivo britannico (n. 1965)
- 2005 - Agostino Racalbuto, psicoanalista italiano (n. 1948)
- 2005 - Alberto Serti, pugile italiano (n. 1933)
- 2006 - Luigi Borghi, politico e sindacalista italiano (n. 1924)
- 2006 - Ivano Corghi, allenatore di calcio e calciatore italiano (n. 1922)
- 2006 - Carol Hamilton, cestista canadese (n. 1963)
- 2007 - Tommy Cavanagh, allenatore di calcio e calciatore inglese (n. 1928)
- 2007 - James Jeter, attore statunitense (n. 1921)
- 2007 - Richard Joseph, musicista e compositore britannico (n. 1953)
- 2008 - Bernard Antoinette, calciatore francese (n. 1914)
- 2008 - Erwin Ballabio, calciatore e allenatore di calcio svizzero (n. 1918)
- 2008 - Gary Gygax, autore di giochi e scrittore statunitense (n. 1938)
- 2008 - Oscar Gómez Sánchez, calciatore peruviano (n. 1934)
- 2008 - Enrico Job, artista, scenografo e scrittore italiano (n. 1934)
- 2008 - Tina Lagostena Bassi, avvocata e politica italiana (n. 1926)
- 2008 - Leonard Rosenman, compositore statunitense (n. 1924)
- 2009 - Martin Doughty, ambientalista britannico (n. 1949)
- 2009 - Bruno Étienne, sociologo, politologo e islamista francese (n. 1937)
- 2009 - Horton Foote, drammaturgo e sceneggiatore statunitense (n. 1916)
- 2009 - Vito Maurogiovanni, giornalista, scrittore e sceneggiatore italiano (n. 1924)
- 2009 - George McAfee, giocatore di football americano statunitense (n. 1918)
- 2009 - Harry Parkes, calciatore inglese (n. 1920)
- 2009 - Salvatore Samperi, regista e sceneggiatore italiano (n. 1944)
- 2009 - Jim Tillman, cestista statunitense (n. 1946)
- 2010 - Raimund Johann Abraham, architetto austriaco (n. 1933)
- 2010 - Johnny Alf, pianista, compositore e cantante brasiliano (n. 1929)
- 2010 - Vladislav Ardzinba, politico abcaso (n. 1945)
- 2010 - Yasuo Hirasawa, astronomo giapponese (n. 1927)
- 2010 - Paolo Marletta, scrittore e critico letterario italiano (n. 1914)
- 2010 - Angelo Poffo, wrestler statunitense (n. 1925)
- 2010 - Tony Richards, calciatore inglese (n. 1934)
- 2010 - Guido Zucchini, calciatore italiano (n. 1930)
- 2010 - Vladimir Čebotarёv, regista sovietico (n. 1921)
- 2011 - Krishna Prasad Bhattarai, politico nepalese (n. 1924)
- 2011 - Mario Condorelli, medico e politico italiano (n. 1932)
- 2011 - Charles Jarrott, regista e attore inglese (n. 1927)
- 2011 - Ed Manning, cestista e allenatore di pallacanestro statunitense (n. 1944)
- 2011 - Ruby Muhammad, religiosa statunitense (n. 1907)
- 2011 - Johnny Preston, cantante statunitense (n. 1939)
- 2011 - Alenush Terian, astronoma e fisica iraniana (n. 1920)
- 2011 - Simon van der Meer, fisico olandese (n. 1925)
- 2012 - Maurice De Muer, ciclista su strada francese (n. 1921)
- 2012 - Pete McCaffrey, cestista statunitense (n. 1938)
- 2012 - Joan Taylor, attrice statunitense (n. 1929)
- 2013 - Chick Halbert, cestista statunitense (n. 1919)
- 2013 - Seki Matsunaga, calciatore giapponese (n. 1928)
- 2013 - Jérôme Savary, attore, regista e commediografo argentino (n. 1942)
- 2013 - Michael D. Moore, attore e regista statunitense (n. 1914)
- 2014 - Renato Cioni, tenore italiano (n. 1929)
- 2014 - László Fekete, calciatore ungherese (n. 1954)
- 2014 - Dominique Sourdel, storico e scrittore francese (n. 1921)
- 2015 - Stacey Arceneaux, cestista statunitense (n. 1936)
- 2015 - Giuseppe Grioli, matematico e fisico italiano (n. 1912)
- 2015 - Iwao Horiuchi, lottatore giapponese (n. 1941)
- 2015 - Karl-Alfred Jakobsson, calciatore svedese (n. 1926)
- 2015 - Leopoldo Mazzarolli, giurista italiano (n. 1930)
- 2016 - Bud Collins, giornalista, conduttore televisivo e telecronista sportivo statunitense (n. 1929)
- 2016 - Pat Conroy, scrittore statunitense (n. 1945)
- 2016 - Pirro Cuniberti, pittore e disegnatore italiano (n. 1923)
- 2016 - Tony Dyson, effettista britannico (n. 1948)
- 2016 - Vincenzo Franco, arcivescovo cattolico italiano (n. 1917)
- 2016 - Adriana Innocenti, attrice e regista teatrale italiana (n. 1926)
- 2016 - Vladimir Jumin, lottatore sovietico (n. 1951)
- 2016 - Jurij Kuznecov, calciatore sovietico (n. 1931)
- 2016 - Domenico Maselli, politico e storico delle religioni italiano (n. 1933)
- 2016 - Bankroll Fresh, rapper statunitense (n. 1987)
- 2017 - Valerie Carter, cantante statunitense (n. 1953)
- 2017 - Luciano Guerci, storico italiano (n. 1941)
- 2017 - Tommy Page, cantautore statunitense (n. 1967)
- 2017 - Giovanni Palamara, politico e avvocato italiano (n. 1938)
- 2017 - Thomas Starzl, medico statunitense (n. 1926)
- 2017 - Alberto Villalta, calciatore salvadoregno (n. 1940)
- 2018 - Davide Astori, calciatore italiano (n. 1987)
- 2018 - José Triana, drammaturgo cubano (n. 1931)
- 2019 - King Kong Bundy, wrestler statunitense (n. 1957)
- 2019 - Eric Caldow, calciatore scozzese (n. 1934)
- 2019 - Sandro Canestrini, avvocato, attivista e politico italiano (n. 1922)
- 2019 - Juan Corona, serial killer messicano (n. 1934)
- 2019 - Keith Flint, cantante e ballerino britannico (n. 1969)
- 2019 - Klaus Kinkel, politico tedesco (n. 1936)
- 2019 - Lucia Lumbelli, pedagogista italiana (n. 1937)
- 2019 - Luke Perry, attore e doppiatore statunitense (n. 1966)
- 2019 - Jean Starobinski, psichiatra e critico letterario svizzero (n. 1920)
- 2020 - Adelaide Chiozzo, cantante, attrice e fisarmonicista brasiliana (n. 1931)
- 2020 - Amo Houghton, politico statunitense (n. 1926)
- 2020 - Javier Pérez de Cuéllar, politico e diplomatico peruviano (n. 1920)
- 2020 - Robert Šavlakadze, altista sovietico (n. 1933)
- 2020 - Valesca Tanganelli, supercentenaria italiana (n. 1907)
- 2021 - Marcel Courthiade, linguista e funzionario francese (n. 1953)
- 2021 - Barbara Ess, fotografa, musicista e curatrice editoriale statunitense (n. 1944)
- 2021 - Maria Grazia Francia, attrice italiana (n. 1931)
- 2021 - Tadeusz Huciński, allenatore di pallacanestro polacco (n. 1949)
- 2021 - Antonio Pasciuti, pittore italiano (n. 1937)
- 2021 - Mark Pavelich, hockeista su ghiaccio statunitense (n. 1958)
- 2022 - Guido Anzile, ciclista su strada italiano (n. 1928)
- 2022 - Anne Beaumanoir, neurologa e neurofisiologa francese (n. 1923)
- 2022 - Willy Buer, calciatore norvegese (n. 1928)
- 2022 - Ferruccio Castronuovo, attore, regista e cantante italiano (n. 1940)
- 2022 - Paula Marosi, schermitrice ungherese (n. 1936)
- 2022 - Rolando, calciatore portoghese (n. 1944)
- 2022 - Mitchell Ryan, attore statunitense (n. 1934)
- 2022 - Shane Warne, crickettista australiano (n. 1969)
- 2023 - Romualdo Arppi Filho, arbitro di calcio brasiliano (n. 1939)
- 2023 - Francisco J. Ayala, biologo e filosofo spagnolo (n. 1934)
- 2023 - Phil Batt, politico e musicista statunitense (n. 1927)
- 2023 - Jacques Boigelot, regista belga (n. 1929)
- 2023 - Joseph Gabriel Fernandez, vescovo cattolico indiano (n. 1925)
- 2023 - Robert Haimer, cantante e musicista statunitense (n. 1954)
- 2023 - Judy Heumann, attivista statunitense (n. 1947)
- 2023 - Jan Lambrecht, teologo belga (n. 1926)
- 2023 - János Rácz, cestista ungherese (n. 1941)
- 2023 - Paul Sarkozy, militare, imprenditore e pittore ungherese (n. 1928)
- 2023 - Spot, produttore discografico e polistrumentista statunitense (n. 1951)
- 2023 - Leo Sterckx, pistard belga (n. 1936)
- 2024 - Barbara Balzerani, terrorista e scrittrice italiana (n. 1949)
- 2024 - Jean-Pierre Bourtayre, compositore francese (n. 1942)
- 2024 - Tarako, cantante e doppiatrice giapponese (n. 1960)
- 2024 - Kees Rijvers, calciatore e allenatore di calcio olandese (n. 1926)
- 2024 - Juan Verduzco, attore messicano (n. 1946)
- 2025 - Roy Ayers, cantante e vibrafonista statunitense (n. 1940)
- 2025 - Jean-Louis Debré, politico francese (n. 1944)
- 2025 - Oleg Gordievskij, militare e agente segreto sovietico (n. 1938)
- 2025 - Helle Nielsen, attrice danese (n. 1946)
- 2025 - Rolando Stefanelli, regista e sceneggiatore italiano (n. 1959)
- 2025 - Mario Trabucco, violinista italiano (n. 1951)

## Senza anno specificato(4)
- Antonio Baldi, pittore e incisore italiano (n. 1692)
- Loretta de Braose, nobile britannica
- Nicola da Guardiagrele, orafo, scultore e pittore italiano (n. 1385)
- Arnoldo d'Angoulême, conte